# Дефтердарова џамија
Дефтердарова џамија (првобитно Хаџи-Пиријина џамија) била је једна од многобројних џамија у Београду изграђена између 1582. и 1660. на простору данашњих улица Вука Карџића и Обилићевог венца. За њу кажу да је била у близини Виртембергове касарне и поред протестанске цркве, а у попису из 1836. године код Војводина конака Тефтер-малеси. Након њеног рушења 1878. на њеном месту је подигнута данашња кафана „Пролеће”, у којој је упаљена прва сијалица у Београду.

## Предуслови
Београд се од средњовековне вароши коју је одликовао несметани развој скоро два пуна века, за време владавине Османлија трансформисао у оријенталну варош. Комплекс јавних грађевина, чаршија и махале чиниле су основну карактеристику балканско-оријенталне урбане културе Београда. У њему су за јавне грађевине увек бирана места на неком узвишењу, где је џамија са својим минаретом требло да доминира околином.
Џамије на тлу Београда закључно са 17 веком грађене су у класичном цариградском стилу. Један од таквих примера је Дефтердарова џамија, изграђена између 1582. и 1660. године.

## Историја
Првобитно саграђена као Хаџи-Пиријина, између 1582. и 1600. године, џамија је променила има у Дефтердарова џамија, које јед добила по занимању београдског дефтердара Ахмед-ефендије, пореклом Београђанина, који је обновио џамију, а касније постао везир.
За време аустријске окупације Београда (1717 — 1739) џамија је служила као стовариште сена регименте принца Александра Виртембершког, а потом, како се налазила уз сам бедем Београдске тврђава у изградњи, била је и складиште свеукупног материјала за изградњу бедема и утврђења.
По изградњи утврђења, око 1736. године Аустријанци су је претворили у шпанску цркву. да би је 1739. године обновио Ахмед-ефендија из вакуфа.
Када 1791. године Београдска тврђава враћена Османлијама према одредбама Свиштовског мира, Османлије Дефтердаровој џамији враћају првобитну намену.
После догађаја на Чукур чесми 1862. године у њој се сакрило турско становништво као у друге џамије у Београду, а међу њима је био и злогласни убица Табак-Ибрахим.
Исељавањем „османлијског“ живља из Београда 1867. године настао је крај за многе београдске џамије. Према записима Феликса Канитца, где кад би ноћу случајно експлодирале мине, уништавајући џамије које су ометале регулацију Београда. У тој кампањи срушена је и Дефтердарова џамија око 1878. године, у победничкој еуфорији која је завладала у Кнежевини Србији, по окончању Српско-турски ратови или Српских ратова за независност који су вођени између 1876. и 1878. године против Османског царства од стране Кнежевине Србије и Кнежевине Црне Горе, након којих је Србија добила пуну међународно признате независности на Берлинском конгресу.

## Архитектура
Дефтердарова џамија је била квадратне основе са асиметрично постављеним улазом, оријентисана ка југоистоку и минаретом лево од њега, на углу северозападног и североисточног зида.
Била је масивног изгледа, са куполом нескладних пропорција и осмоугаоном тамбуром, перфорираном са прозорским отворима на свакој страни. Зрачила је својеврсном тежином у обради, али и одсуством својеврсне елеганције и склада, који је одликовао објекте овог типа у Османском царству.